# Dendrobium quinquedentatum
Dendrobium quinquedentatum är en orkidéart som beskrevs av Johannes Jacobus Smith. Dendrobium quinquedentatum ingår i släktet Dendrobium, och familjen orkidéer. Inga underarter finns listade i Catalogue of Life.